# Margalida Beneta Mas e Pujol
Predefinição:Infotaula persona
Margalida Beneta Mas i Pujol, de nome religioso Anna ou Aina- Maria do Santíssimo Sacramento (Valldemossa, 5 de Janeiro de 1649 - Palma, 20 de Fevereiro de 1700), foi uma religiosa, lullista, mística e escritora maiorquina.

## Biografia
Margalida Beneta Mas Pujol nasceu em La Torre (Valldemossa, Maiorca) no dia 5 de Janeiro de 1649. Filha de Gregori Mas e Margalida Pujol, pertencendo a uma família de proprietários rurais, a pequena Margalida Beneta foi criada pelos seus avôs paternos, os quais a instruíram na devoção cristã.
Desde pequena frequentava a ermida do abençoado Ramon e a dos anacoretes de La Trinitat, os quais a introduziram na espiritualidade e no saber de Ramon Llull.
Tem-se conhecimento de que, aos 18 anos, os seus pais tentaram casá-la. Margalida negou o casamento e voltou a pedir, ainda sem sucesso, o seu ingresso ao convento de Santa Catarina de Sena de Palma. A sua petição de ingressar como noviça nesse convento já tinha sido recusada em várias ocasiões. Durante 14 anos as freiras dominicanas negaram a Margalida o acesso ao convento devido a uma suposta doença infeciosa que a mesma sofria  (chamada “golls” ou “porcelana”). Alguns autores atribuem estes rumores às disputas políticas da época, de que Margalida Beneta e a sua família foram vítimas.
Margalida Beneta morreu no convento de Santa Caterina de Sena em 20 de Fevereiro de 1700.

## Vida conventual
Em 1678, Margalida Mas professou com o nome religioso de Anna Maria do Santíssimo Sacramento. A sua vida no convento não foi fácil: para ingressar teve de confrontar uma grave doença que afetou as suas pernas. Pouco depois, a mesma contraiu uma infeção na pele, que as freiras reconheceram como lepra. Anna Maria viveu enclausurada durante 7 anos devido a esta doença, afastada da comunidade. Durante estes anos o seu confessor Gabriel Mesquida foi, praticamente, o seu único apoio. Diante esta situação, as suas irmãs chegaram a pedir ao bispo a sua exclaustração e, portanto, a expulsão da Freira Anna Maria do convento. No entanto, a Prioresa apoiou-a.
No ano de 1685, a Freira Anna Maria do Santíssimo Sacramento superou a doença e retomou a vida em comunidade. Apesar das dificuldades, chegou a ser mestra das noviças (1687), sacristã (1691) e procuradora da comunidade (1691-1692).

## Profecias e milagres
Durante o segundo período da sua vida conventual, fizeram-se famosas as capacidades proféticas e taumatúrgicas de Freira Anna Maria. Curou muitas freiras de males raros e visionou a morte de algumas irmãs. As suas profecias também previram ataques bélicos: a Freira Anna explicou que teve uma visão na qual uma armada estrangeira rodeava a costa de Palma. Esta armada, contudo, não chegaria a atacar a cidade, graças à Virgem Maria.
A 1 de Agosto de 1691 as naves francesas ameaçaram Palma e “as mulheres, as crianças e as pessoas úteis abandonaram a cidade e, com autorização do Bispo, as freiras de todos os conventos, exceto as de Santa Catarina de Sena que não o quiseram fazer”.
Tal como tinha previsto Freira Anna Maria, os franceses não chegaram a atacar a ilha e as suas freiras permaneceram no convento.
Irmã Anna Maria previu a sua própria morte e identificou a sua última doença.

## Mística e escritura
Anna Maria del Santíssimo Sacramento foi mística e a leitura de Blanquerna, de Ramon Llull, marcou a sua vida. Segundo Irmã Anna Maria, a sua união com Deus trouxe-lhe o conhecimento de uma “ciência muito elevada e secreta, que só existe entre Deus e a alma”.
Anna Maria começou a escrever a partir da leitura do Livro do Amigo e Amado de Ramon Llull, do qual fez um comentário místico. A partir de então, contou como experienciou uma série de visões nas quais Jesus Cristo lhe ordenou que escrevesse, tal como sucede com a maioria de místicas que a precedem. A mística de Anna Maria está vinculada ao lullismo e também à Mística do Amor ou Minnemystic, seguindo os preceitos da imitatio christi. Ramon Llull apareceu nas suas visões, abrindo-lhe as portas da contemplação divina.

## Obras
Existe uma biografia da Freira Anna Maria de autoria anónima, a qual, segundo Joaquin Maria Bover, é obra de Llorenç Vallespir:
- Vida da Venerável m. Freira Anna Maria Sacramento, religiosa do convento de Santa Catarina de Sena de capital de Palma do reino de Maiorca, Palma, Pere Antoni Capó, 1741.

A Causa Pia Lulliana publicou, no ano 1760, outra biografia da religiosa e faz parte da edição castelhana da Exposição dos Cantos de Ramon Llull.
Ambas as biografias inspiraram-se nos cadernos do confessor de Freira Anna Maria:
- Vida de Freira Anna Maria do SS escrita por Gabriel Mesquida no ano 1690 a 92, publicada por Jaume Garau no Boletim da Sociedade Arqueológica Lulliana, 1901-1902

- Anotações. Memória de algumas coisas particulares da vida de Freira Anna Maria do SS. Este caderno perdeu-se.

Gabriel Mesquida foi o seu confessor e o encarregue por recolher os textos e as palavras de Freira Anna Maria. Deixou a sua obra inacabada ao morrer a 1 de Novembro de 1693. O Doutor Nicolau Mayol e Cardell foi o responsável por recolher todo o material de Mesquida e quem colocou o título aos cadernos: Original das anotações que o Dr. Gabriel Mesquida fez, por sua própria mão, para compreender a vida da venerável Madre Irmã Anna Maria del SS.
A sua obra mais importante foi o Livro de cânticos expostos do abençoado Ramon Llull, onde são recolhidos comentários místicos sobre os primeiros noventa e quatro versos do Livro do Amigo e Amado. O livro foi publicado sessenta anos depois da sua morte, em língua castelhana. Recebeu fortes críticas dos jesuítas que eram contra a contemplação, o lullismo e também contra a que as mulheres escrevessem. Em catalão, a editora Moll, publicou a antologia Cantos e dísticoa, no ano 1988.